# Incident
Incident é um curta-metragem documental estadunidense de 2023 dirigido e editado por Bill Morrison.

## Enredo
O filme explora o assassinato de Harith "Snoop" Augustus em 2018 pelo policial de Chicago Dillan Halley por meio de montagens de câmeras corporais e imagens de vigilância.

## Prêmios e indicações
Incident foi selecionado para vários festivais de cinema, e foi indicado para melhor documentário de curta-metragem no 97º Oscar.
| Premiação | Data de cerimônia  | Categoria                             | Recipiente(s) | Resultado | Ref.   |
| --------- | ------------------ | ------------------------------------- | ------------- | --------- | ------ |
| Oscar     | 2 de março de 2025 | Melhor documentário de curta-metragem | Incident      | Pendente  | [ 10 ] |